# Comalcalco

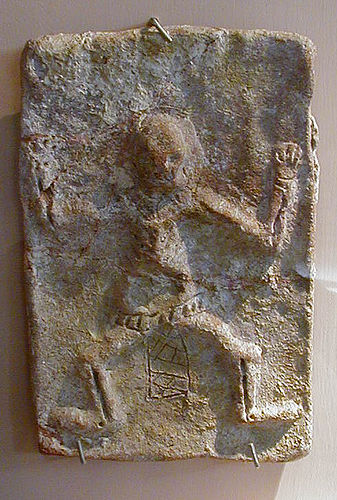
Un mattone proveniente da Comalcalco. I lati del mattone intagliati sono rivolti verso l'interno e non sono visibili.

Comalcalco è una città situata a 60 km di distanza da Villahermosa nello Stato messicano del Tabasco ed è centro di un sito archeologico della civiltà Maya. La parola "Comalcalco" è traducibile in "casa delle comal". La comal è una specie di padella usata per preparare le tortilla.
La città di Comalcalco contava 39 680 abitanti nel 2005, mentre il comune ne contava 173.773. La città è la terza maggiore nello Stato, dietro a Villahermosa e Cárdenas. Il comune, che si estende su una area di 723,19 km², include molte altre comunità più piccole, le maggiori delle quali sono Tecolutilla, Chichicapa, Aldama, e Miguel Hidalgo.
La città di Comalcalco fu l'insediamento dei Maya situato più a ovest e fu costruito usando mattoni di argilla cotta tenuti assieme con malta, a causa della mancanza di calcare nella zona. L'uso di mattoni fu una cosa unica tra le città maya e molti sono decorati con simboli e geroglifici. La città comprende una piazza e due piramidi, la Gran Acropolis e la Acropolis Este.

## Economia
Comalcalco possiede un suolo fertile e vi si coltivano molti prodotti tropicali e anche fagioli e altri tipi di verdure. Il cacao è il bene prodotto maggiormente nella città, che fornisce il 20% del totale nello Stato del Tabasco. Di una certa importanza sono anche il cocco e l'avocado.
Il bestiame è di alta qualità e molti rancheros hanno le proprie fattorie poco al di fuori di Comalcalco, distanti dal centro urbano.
Nella zona si estrae anche del petrolio, che fornisce il 5% del totale nello Stato di Tabasco.